# Alysson cameroni
Alysson cameroni  (лат.) — вид песочных ос из подсемейства Bembicinae (триба Alyssontini). 
Палеарктика. Россия (Амурская область, Приморский край), Япония. 
Мелкие осы (7-12 мм). Буровато-чёрные с двумя жёлтыми пятнами на втором тергите брюшка. Жгутик усиков самок 11-члениковый, а у самцов 12-члениковый. Гнездятся в земле. Ловят мелких цикадок.